# Ángel Llerena Hidalgo
Ángel Bernardo Llerena Hidalgo (Quevedo, 17 de noviembre de 1953) es un ingeniero agrónomo y profesor universitario ecuatoriano. Reconocido por haber sido nominado al Premio Nobel en Fisiología por la Universidad Agraria de La Habana por su trabajo en el descubrimiento de una alternativa agroecológica para el control de la sigatoka negra en el cultivo del banano.

## Biografía
Llerena nació en Quevedo el 17 de noviembre de 1953. En su infancia estuvo rodeado de plantaciones bananeras, esto debido a que su padre era propietario de una hacienda de ese tipo que tendría que comenzar a administrar por 1979, tras la muerte de su progenitor.
Inició su actividad académica en la Universidad de Guayaquil donde se graduó como ingeniero agrónomo. Pasaría por la Universidad Agraria del Ecuador, la Escuela Superior Politécnica del Litoral y la Universidad Católica de Santiago de Guayaquil donde sería profesor. A su vez obtenía, por parte de la Universidad Agraria de La Habana, el doctorado en Ciencias Agrícolas.
Su trabajo con ozono mezclado en agua inició en 2014, al conocer lo útil que era para la eliminación de hongos, virus y bacterias, conseguiría para su investigación rociar pequeñas plantaciones de banano en 3 poblados del litoral ecuatoriano, esto para terminar con el hongo de la sigatoka negra, un problema muy importante en su país al el banano ser el segundo producto de exportación del país, después del petróleo.
En noviembre de 2017, durante un congreso en Cuba, una comisión científica le propuso promover su investigación para el Premio Nobel en Fisiología y Medicina que fuese auspiciada por la Universidad Agraria de La Habana, aceptando esta propuesta tiempo después.